# Dào'ān
Dào'ān (道安, Wade-Giles: Tao-an; giapponese: Dōan; Hebei, 312 – Chang'an, 385) è stato un monaco buddista e traduttore cinese.

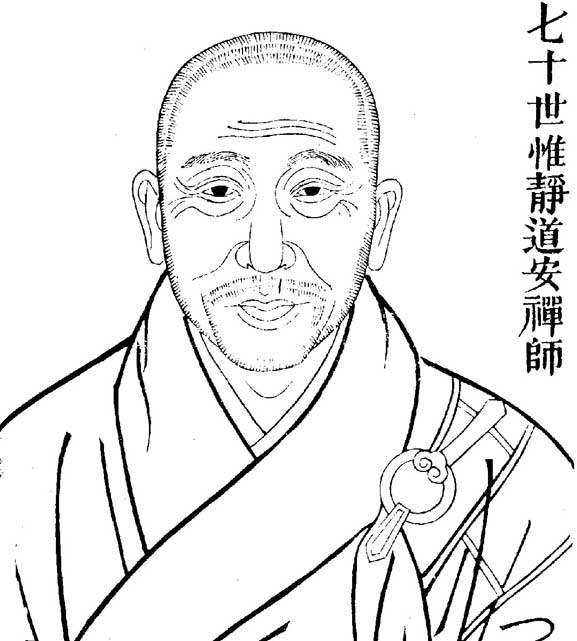
Dào'ān (道安)

Fu un monaco buddista cinese e traduttore di testi dal sanscrito al cinese. Maestro di Huìyuan (慧遠, 334-416), il fondatore del monastero di  Dōnglín (東林) sul Monte Lú (廬山).
Dào'ān nacque in una famiglia confuciana e, nonostante questo, entrò in un monastero buddista all'età di dodici anni.
Nel 335 si trasferì a Yè (鄴, oggi Linzhang, provincia di Hebei), capitale della dinastia Zhao Posteriori studiando sotto la guida di Fótúchéng (佛圖澄,  giapp. Buttochō, nome di origine forse Buddhasiṁha) il monaco-taumaturgo, di origine kushan, probabilmente di scuola sarvāstivāda, consigliere, tra gli altri, dell'imperatore Shí Hǔ (石虎, anche Taì Zǔ, 太祖, della dinastia degli Zhao Posteriori di etnia Jié, 羯 regno: 333-49).
Alla morte di Shí Hǔ, Dào'ān lasciò Yè avviandosi verso la vita di monaco itinerante lungo tutta la Cina settentrionale fino al 365, quando le guerre civili lo costrinsero a spostarsi verso Sud, a Xiangyang (oggi Xiangfan, provincia di Hubei), dove raccolse intorno a sé dei discepoli con cui praticò la venerazione nei confronti del buddha del futuro, Maitreya (彌勒, Mílè), e la pratica del dhyāna così come indicata dalle scuole hīnayāna, soprattutto sarvāstivāda,  insegnamenti già trasferiti dal monaco persiano Ān Shìgāo.
A Xiangyang Dào'ān mutò progressivamente i suoi interessi verso la letteratura canonica mahāyāna dei prajñāpāramitāsūtra dedicandogli ben sei commentari. In particolar modo si interessò al Pañcaviṃśati-sāhasrikā-prajñā-pāramitāsūtra  (光讚般若波羅蜜經, pinyin: Guāngzàn bānruò bōluómì jīng, Sutra perfezione della saggezza in venticinquemila stanze).
Sempre a  Xiangyang, Dào'ān compilò, nel 374, il primo trattato cinese sulla letteratura buddista giunta fino a quel momento in Cina, lo  Zōnglǐzhòngjīng mùlù (綜理衆經目錄, Catalogo delle scritture, conosciuto più diffusamente come 安錄 Anlu, T.D. 2149.55.251a2) esaminando più di seicento opere e producendo per ognuna di queste delle sintesi.
Quando l'imperatore Fú Jiān (苻堅, conosciuto anche come 世祖, Shì Zǔ, regno: 357-385) della dinastia Qin Anteriori (di etnia Di 氐) occupò Xiangyang, nel 379, Dào'ān si trasferì a Chang'an che grazie proprio a Fú Jiān tornò presto ad essere un crocevia internazionale e centro della comunità centro asiatica (soprattutto kashmira) di monaci sarvāstivāda.
Pur non conoscendo direttamente il sanscrito, Dào'ān supervisionò la comunità di monaci-traduttori che avviarono la traduzione dell'Abhidharma Jñānaprasthāna śāstra (阿毘達磨發智論, pinyin: Āpídámó fāzhì lùn, testo centrale dell'Abhidharma sarvāstivāda), del Daśa-bhāṇavāra-vinaya  (十誦律, pinyin: Shísòng lǜ,  Dieci suddivisioni delle regole monastiche, vinaya della scuola sarvāstivāda) e  del Mādhyamāgama (中阿含經 Zhōng āhán jīng, giapp. Chū agonkyō, āgama della scuola sarvāstivāda), redigendone la prefazione.
Dào'ān morì nel 385 a Chang'an, dopo aver preparato una comunità monastica di traduttori pronta ad accogliere Kumārajīva.